# یواس‌اس دورادو (اس‌اس-۲۴۸)
یواس‌اس دورادو (اس‌اس-۲۴۸) (به انگلیسی: USS Dorado (SS-248)) یک زیردریایی بود که طول آن ۳۱۱ فوت ۹ اینچ (۹۵٫۰۲ متر) بود. این زیردریایی در سال ۱۹۴۳ ساخته شد.